# University of Alabama System
Das University of Alabama System ist ein Verbund staatlicher Universitäten in Alabama mit drei Universitäten. Im Herbst 2020 waren 70.402 Studierende in einer der Universitäten des Systems eingeschrieben (2006: 44.000, 2011: 56.000). Der Hauptcampus ist die University of Alabama in Tuscaloosa. Das UA System gibt es seit 1969. 

## Standorte
In Klammern ist die Zahl der Studierenden im Herbst 2020 angegeben.
- University of Alabama in Tuscaloosa (UA, 37.840)
- University of Alabama at Birmingham (UAB, 22.563)
- University of Alabama in Huntsville (UAH, 9.999)